# Golden Spin of Zagreb de 2013
O Golden Spin of Zagreb de 2013 foi a quadragésima sexta edição do Golden Spin of Zagreb, um evento anual de patinação artística no gelo, sendo parte do calendário sênior internacional. A competição foi disputada entre os dias 5 de dezembro e 8 de dezembro, na cidade de Zagreb, Croácia.

## Eventos
- Individual masculino
- Individual feminino
- Duplas
- Dança no gelo

## Medalhistas
| Evento                        | Ouro                                             | Prata                                        | Bronze                                   |
| Individual masculino detalhes | Sergei Voronov · Rússia                          | Artur Gachinski · Rússia                     | Ivan Righini · Itália                    |
| Individual feminino detalhes  | Yuna Kim · Coreia do Sul                         | Miki Ando · Japão                            | Elizaveta Tuktamysheva · Rússia          |
| Duplas detalhes               | Andrea Davidovich · Evgeni Krasnopolski · Israel | Natalja Zabijako · Alexandr Zaboev · Estônia | Julia Lavrentieva · Yuri Rudyk · Ucrânia |
| Dança no gelo detalhes        | Julia Zlobina · Alexei Sitnikov · Azerbaijão     | Pernelle Carron · Lloyd Jones · França       | Alisa Agafonova · Alper Ucar · Turquia   |

## Resultados

### Individual masculino
| Pos.              | Nome              | Nacionalidade | Pontos | PC        | PL         |
| ----------------- | ----------------- | ------------- | ------ | --------- | ---------- |
| Medalha de ouro   | Sergei Voronov    | Rússia        | 245.07 | 81.64 (1) | 163.43 (1) |
| Medalha de prata  | Artur Gachinski   | Rússia        | 229.55 | 76.77 (2) | 152.78 (2) |
| Medalha de bronze | Ivan Righini      | Itália        | 188.33 | 66.52 (3) | 121.81 (4) |
| 4                 | Alexei Bychenko   | Israel        | 187.98 | 62.34 (4) | 125.64 (3) |
| 5                 | Stanislav Samohin | Israel        | 174.02 | 57.48 (5) | 116.54 (5) |
| 6                 | Javier Raya       | Espanha       | 161.71 | 56.79 (6) | 104.92 (6) |
| 7                 | Dmitri Ignatenko  | Ucrânia       | 159.25 | 54.70 (7) | 104.55 (7) |
| 8                 | David Richardson  | Reino Unido   | 135.19 | 43.82 (8) | 91.37 (8)  |
| 9                 | Marton Marko      | Hungria       | 117.04 | 35.28 (9) | 81.76 (9)  |

### Individual feminino
| Pos.              | Nome                    | Nacionalidade    | Pontos | PC         | PL         |
| ----------------- | ----------------------- | ---------------- | ------ | ---------- | ---------- |
| Medalha de ouro   | Yuna Kim                | Coreia do Sul    | 204.49 | 73.37 (1)  | 131.12 (1) |
| Medalha de prata  | Miki Ando               | Japão            | 176.82 | 62.81 (2)  | 114.01 (2) |
| Medalha de bronze | Elizaveta Tuktamysheva  | Rússia           | 169.24 | 58.81 (3)  | 110.43 (3) |
| 4                 | Micol Cristini          | Itália           | 130.89 | 47.10 (4)  | 83.79 (7)  |
| 5                 | Daša Grm                | Eslovênia        | 128.69 | 42.14 (8)  | 86.55 (4)  |
| 6                 | Isadora Williams        | Brasil           | 128.63 | 43.67 (7)  | 84.96 (6)  |
| 7                 | Melanie Yuung-Hui Chang | Taipé Chinesa    | 127.32 | 41.03 (9)  | 86.29 (5)  |
| 8                 | Isabelle Pieman         | Bélgica          | 124.89 | 43.96 (6)  | 80.93 (9)  |
| 9                 | Eliska Brezinova        | República Tcheca | 120.82 | 37.40 (11) | 83.42 (8)  |
| 10                | Anine Rabe              | Noruega          | 114.04 | 38.50 (10) | 75.54 (10) |
| 11                | Agata Kryger            | Polônia          | 113.10 | 44.04 (5)  | 69.06 (12) |
| 12                | Marta Garcia            | Espanha          | 108.18 | 37.04 (13) | 71.14 (11) |
| 13                | Nika Ceric              | Eslováquia       | 101.64 | 37.12 (12) | 64.52 (17) |
| 14                | Alexandra Kunova        | Eslováquia       | 100.99 | 35.43 (14) | 65.56 (15) |
| 15                | Alina Biletska          | Ucrânia          | 99.51  | 33.24 (15) | 66.27 (13) |
| 16                | Bernadett Szakacs       | Hungria          | 97.08  | 32.52 (16) | 64.56 (16) |
| 17                | Pina Umek               | Eslovênia        | 96.23  | 30.05 (17) | 66.18 (14) |
| 18                | Petra Juric             | Eslovênia        | 90.55  | 28.85 (18) | 61.70 (18) |
| 19                | Danielle Montalbano     | Israel           | 88.96  | 28.05 (19) | 60.91 (19) |
| 20                | Olga Belinska           | Ucrânia          | 77.78  | 24.64 (21) | 53.14 (20) |
| 21                | Mateja Bursic           | Croácia          | 77.41  | 26.48 (20) | 50.93 (22) |
| 22                | Valentina Mikac         | Croácia          | 74.60  | 23.36 (22) | 51.24 (21) |
| 23                | Kim Falconer            | África do Sul    | 67.22  | 22.39 (23) | 44.83 (23) |
| 24                | Ema Lipovscak           | Croácia          | 61.34  | 19.07 (24) | 42.27 (24) |

### Duplas
| Pos.              | Nome                                    | Nacionalidade | Pontos | PC        | PL         |
| ----------------- | --------------------------------------- | ------------- | ------ | --------- | ---------- |
| Medalha de ouro   | Andrea Davidovich / Evgeni Krasnopolski | Israel        | 151.92 | 49.25 (2) | 102.67 (1) |
| Medalha de prata  | Natalja Zabijako / Alexandr Zaboev      | Estônia       | 147.76 | 52.77 (1) | 94.99 (2)  |
| Medalha de bronze | Julia Lavrentieva / Yuri Rudyk          | Ucrânia       | 126.49 | 46.73 (3) | 79.76 (4)  |
| 4                 | Maria Paliakova / Nikita Bochkov        | Bielorrússia  | 126.34 | 43.44 (4) | 82.90 (3)  |
| 5                 | Veronica Grigorieva / Aritz Maestu      | Espanha       | 109.40 | 39.04 (5) | 70.36 (5)  |

### Dança no gelo
| Pos.              | Nome                                    | Nacionalidade    | Pontos | PC         | PL         |
| ----------------- | --------------------------------------- | ---------------- | ------ | ---------- | ---------- |
| Medalha de ouro   | Julia Zlobina / Alexei Sitnikov         | Azerbaijão       | 150.83 | 57.28 (1)  | 93.55 (1)  |
| Medalha de prata  | Pernelle Carron / Lloyd Jones           | França           | 138.74 | 56.08 (2)  | 82.66 (3)  |
| Medalha de bronze | Alisa Agafonova / Alper Ucar            | Turquia          | 135.87 | 52.66 (5)  | 83.21 (2)  |
| 4                 | Gabriella Papadakis / Guillaume Cizeron | França           | 134.60 | 53.08 (4)  | 81.52 (4)  |
| 5                 | Sara Hurtado / Adrià Díaz               | Espanha          | 132.59 | 53.94 (3)  | 78.65 (5)  |
| 6                 | Valeria Zenkova / Valerie Sinitsin      | Rússia           | 120.93 | 44.90 (6)  | 76.03 (6)  |
| 7                 | Allison Reed / Vasili Rogov             | Israel           | 114.15 | 44.81 (7)  | 69.34 (9)  |
| 8                 | Lolita Yermak / Alexei Shumski          | Ucrânia          | 113.14 | 41.75 (9)  | 71.39 (8)  |
| 9                 | Emi Hirai / Marien De La Asuncion       | Japão            | 112.70 | 38.68 (11) | 74.02 (7)  |
| 10                | Lucie Mysliveckova / Neil Brown         | República Tcheca | 109.41 | 42.58 (8)  | 66.83 (10) |
| 11                | Barbora Silna / Juri Kurakin            | Áustria          | 104.52 | 38.78 (10) | 65.74 (11) |
| 12                | Cecile Postiaux / Richard Postiaux      | Bélgica          | 95.11  | 37.15 (12) | 57.96 (12) |
| 13                | Emanuela Porter / Bruce Porter          | Azerbaijão       | 80.99  | 29.56 (13) | 51.43 (13) |

## Quadro de medalhas
| Ordem | País          | Medalha de ouro | Medalha de prata | Medalha de bronze |    | Ordem por total |
| ----- | ------------- | --------------- | ---------------- | ----------------- | -- | --------------- |
| 1     | Rússia        | 1               | 1                | 1                 | 3  | 1               |
| 2     | Azerbaijão    | 1               |                  |                   | 1  | 2               |
| 2     | Coreia do Sul | 1               |                  |                   | 1  | 2               |
| 2     | Israel        | 1               |                  |                   | 1  | 2               |
| 5     | Estônia       |                 | 1                |                   | 1  | 2               |
| 5     | França        |                 | 1                |                   | 1  | 2               |
| 5     | Japão         |                 | 1                |                   | 1  | 2               |
| 8     | Itália        |                 |                  | 1                 | 1  | 2               |
| 8     | Turquia       |                 |                  | 1                 | 1  | 2               |
| 8     | Ucrânia       |                 |                  | 1                 | 1  | 2               |
| TOTAL | TOTAL         | 4               | 4                | 4                 | 12 | —               |